# Graaflandse Molen
De Graaflandse Molen is een van de drie wipmolens die aan de Molenkade in Groot-Ammers, in de Nederlandse gemeente Molenlanden, langs het water van de Ammersche Boezem staan. Hij staat ter plaatse ook bekend als de Tweede molen. 
De molen dateert uit 1596 of eerder en heeft tot 1965 de Polder Liesveld bemaald. De Graaflandse Molen is net als de Achterlandse Molen in 1865 bewoonbaar gemaakt. In 1966 kwam daar een eind aan en bij de restauratie van 2007 is het woongedeelte geheel ontmanteld. De molen is in 1970 en in 2005/2007 gerestaureerd en men bemaalt er op vrijwillige basis de polder Liesveld mee. De Graaflandse Molen is eigendom van de SIMAV en is in de regel te bezoeken als de molen draait.

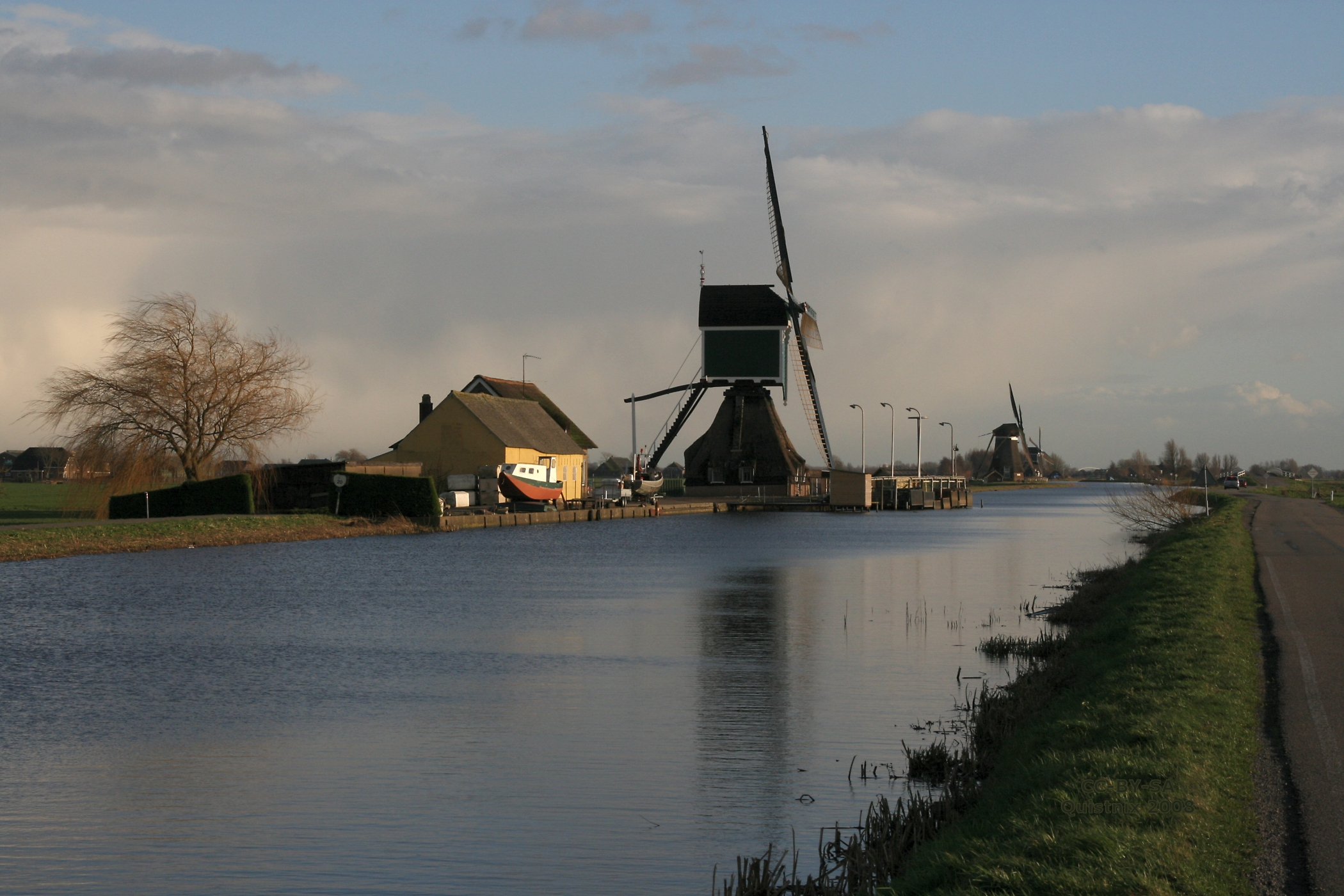
De Graaflandse molen, met op de achtergrond de Achtkante Molen en de Achterlandse Molen